# فريدا أدلر
فريدا أدلر (بالإنجليزية: Freda Adler)‏ هي عالمة جريمة وأستاذة جامعية أمريكية، ولدت في 1934.